# Finnpferd
Das Finnpferd (Finnisches Universal) ist ein finnisches Allroundpferd und die einzige ursprüngliche Pferderasse Finnlands. Das Finnpferd wird in vier Typen unterteilt: ein schweres kaltblütiges Zugpferd (Työhevonen), einen leichten Kaltbluttraber (Juoksija), ein vielseitiges Reitpferd (Ratsuhevonen) und ein Kleinpferd (Pienhevonen).
Hintergrundinformationen zur Pferdebewertung und -zucht finden sich unter: Exterieur, Interieur und Pferdezucht.

## Exterieur
Das Finnpferd ist zwischen 140 und 163 cm groß, der Kleinpferdetyp darf das Stockmaß von 148 cm nicht überschreiten. Es gibt hauptsächlich Füchse mit hellem Langhaar, seltener Falben, Braune und Rappen. Seine Beine sind klar und korrekt, mit wenig Kötenbehang, und die Winkelung der Hinterhand ist charakteristisch für Traber. 

## Interieur
Das Finnpferd kombiniert trotz seines kleinen Rahmens die Schnelligkeit, den Charakter und die Wendigkeit kleinerer Rassen mit der Kraft des Kaltbluts. Er ist als ausdauernd, langlebig und leistungsbereit bekannt. Bei der Eintragung in das Stammbuch wird der Charakter der verschiedenen Typen in Bezug auf sein Einsatzgebiet benotet.

## Zuchtgeschichte
Das Finnpferd hat seinen Ursprung in dem sogenannten Klepper, einer Form des Hauspferds, die im gesamten Ostseeraum beheimatet war. Bis 1900 waren die meiste Pferde der Rasse noch als Finnische Klepper zu sehen, die Aufteilung in die verschiedenen Typen des Finnpferds geschah erst im 20. Jahrhundert. Der Kleinpferdetyp ist dabei der ursprüngliche Kleppertyp. 
1907 wurde ein Stutbuch gegründet, bei der Eintragung der Hengste betrug das durchschnittliche Stockmaß 153 cm. 1920 wurde der Zugpferdetyp vom leichteren Universaltypen getrennt, der als Reit- und Trabrennpferd eingesetzt wurde. Seit 1970 führt die nationale Zentralorganisation für Rennsport und Pferdezucht in Finnland (Hippos) das Stammbuch, die auch die Unterteilung in die vier verschiedenen Typen einführte. Für die Eintragung in das Stammbuch existieren strenge Leistungsprüfungen, je nach Typ Zug-, Renn- oder Reitprüfungen.
Heute sind mehr als drei Viertel der Finnpferde vom Typ des Trabers, an zweiter Stelle liegen die Reitpferde, der ursprüngliche Kleppertyp und das Zugpferd sind zahlenmäßig stark zurückgegangen. Das Finnpferd im Trabertyp gilt seit jeher als der schnellste Kaltbluttraber der Welt, bei der Selektion dieses Typs wird besonderer Wert auf die Leistung gelegt.

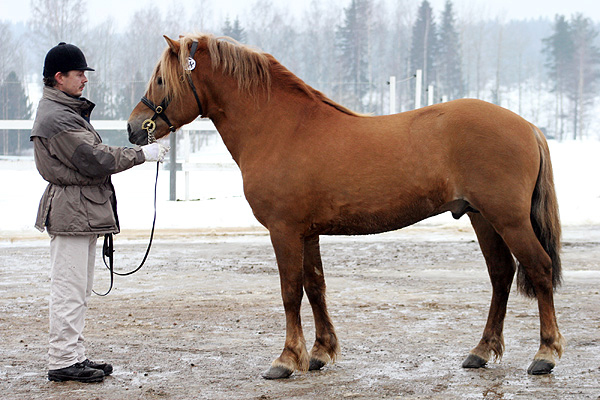
Pony
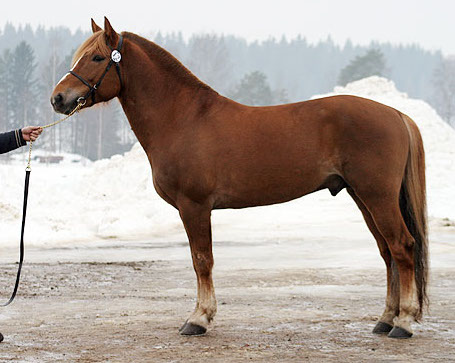
Traber
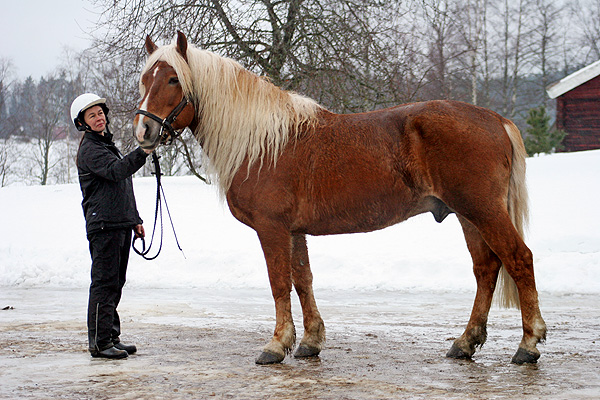
Zugpferd
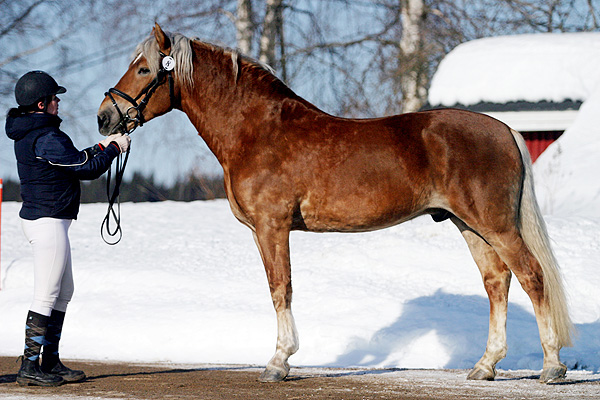
Reitpferd